# GAZ-3105
La GAZ-3105 Volga (in russo: ГАЗ-3105 Волга) è un'autovettura prodotta dal 1992 al 1996 presso la Gor'kovskij avtomobil'nyj zavod (GAZ) di Nižnij Novgorod.

## Storia
Negli anni '80, GAZ era alla ricerca di un'autovettura nuova e moderna per sostituire l'obsoleta GAZ-3102 di classe medio-alta, ma anche la berlina più grande GAZ-14 Čajka. Per questo motivo, GAZ iniziò a sviluppare una nuova famiglia di automobili a trazione anteriore, posteriore e integrale, i modelli furono denominati GAZ-3103, GAZ-3104 e GAZ-3105 a seconda della versione.
Queste autovetture erano in parte basate sull'Audi 100/200 di terza generazione, da cui hanno avuto origine la sezione trasversale della carrozzeria lungo il montante B, la disposizione della trasmissione e alcune altre parti meccaniche. Tuttavia la macchina, essendo molto più piccola e leggermente meno potente della GAZ-14, doveva essere collocata tra la GAZ-3102 e la GAZ-14 nella gamma di prodotti GAZ. Rispetto ai modelli della serie Volga derivati dalla GAZ-24 (GAZ-3102, GAZ-31029, GAZ-3110 e GAZ-31105), la GAZ-3105 aveva una carrozzeria completamente nuova e pochi componenti interni in comune con essi. Ciò non fu un caso, poiché GAZ voleva differenziare il più possibile la nuova serie dalla Volga standard, per darle più esclusività, e la carrozzeria completamente nuova ne era un esempio.
A causa dei molti problemi economici della GAZ, lo sviluppo fu interrotto più volte, infine nel 1992 iniziò la produzione della sola GAZ-3105, mentre le altre varianti più economiche furono abbandonate. Anche dopo l'inizio della produzione, la situazione economica della Russia post-sovietica rese difficili le vendite e alla fine ne furono prodotti solo 55 veicoli. Tuttavia, GAZ provò a sviluppare una seconda generazione di GAZ-3105 e presentò un prototipo modernizzato al Motor Show di Mosca del 1996. Il progetto fu infine abbandonato a favore della GAZ-3111 Volga, anch'esso senza successo.
Per il 1998 sono indicati diversi motori a benzina. Il motore a quattro cilindri in linea aveva una cilindrata di 2287 cm³ e una potenza di 110 kW. Il motore V6 aveva una cilindrata di 3378 cc e 143 kW. I veicoli erano lunghi 505 cm, larghi 180 cm e alti 143 cm. Il passo era di 287 cm e la carreggiata di 151,5 cm. Il peso era di 1650 kg con il motore più piccolo e di 1800 kg con il motore di cilindrada maggiore. L'unica versione della carrozzeria disponibile era quella di tipo berlina a quattro porte con cinque posti.